# 奥勒·比朔夫

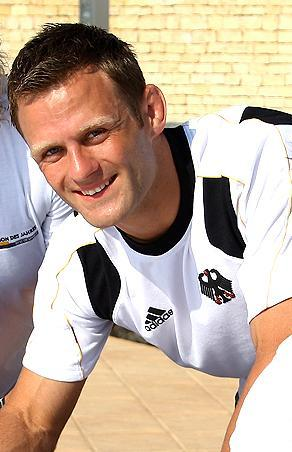

奥勒·比朔夫（1979年8月27日—）生于罗伊特林根，是一名德国男子柔道运动员。他曾参加2008年北京奥运和2012年伦敦奥运，两届奥运各收获一枚金牌和一枚银牌。